# Squalus notocaudatus
Squalus notocaudatus es un escualiforme de la familia Squalidae, que habita en la plataforma continental de Queensland, Australia a profundidades de entre 220 y 450 m. La longitud del mayor espécimen medido, un macho inmaduro, era de 62 cm.
Su reproducción es ovovivípara.